# آب‌انبار کوشک ۲
آب‌انبار کوشک ۲ مربوط به دوره پهلوی دوم است و در شهرستان گرمسار، بخش مرکزی، دهستان کوشک، روستای کوشک واقع شده و این اثر در تاریخ ۲۲ آبان ۱۳۸۶ با شمارهٔ ثبت ۲۰۱۷۰ به‌عنوان یکی از آثار ملی ایران به ثبت رسیده‌است.